# Abram Chasins
Abram Chasins (ur. 17 sierpnia 1903 w Nowym Jorku, zm. 21 czerwca 1987 tamże) – amerykański kompozytor, pianista, pedagog i pisarz muzyczny.

## Życiorys
Kształcił się pod kierunkiem Ernesta Hutchesona (fortepian) i Rubina Goldmarka (kompozycja) w Juilliard School of Music w Nowym Jorku. Pobierał też lekcje od Józefa Hofmanna, a w 1931 roku studiował analizę muzyczną u Donalda Toveya w Londynie. Od 1926 do 1936 roku był wykładowcą w Curtis Institute of Music w Filadelfii. Koncertował jako pianista w Ameryce Północnej i Europie. W latach 1947–1965 był dyrektorem muzycznym nowojorskiego radia. Występował z popularnymi recitalami fortepianowymi opatrzonymi komentarzami wykonawczymi i historycznymi, transmitowanymi na falach radia i telewizji przez rozgłośnie NBC i CBS. Od 1972 roku był kompozytorem rezydentem na Uniwersytecie Południowej Kalifornii w Los Angeles.
Skomponował m.in. Koncert fortepianowy f-moll (1928), Koncert fortepianowy fis-moll (1931) i Three Chinese Pieces na fortepian (1928, wersja orkiestrowa 1929). Opublikował prace Speaking of Pianists (1957, 3. wyd. zrewid. 1981), The Van Cliburn Legend (1959), The Appreciation of Music (1966), Music at the Crossroads (1972), Leopold Stokowski: A Profile (1979).
W 1949 roku poślubił swoją uczennicę, pianistkę Constance Keerne.